# Gerhard Mussner
Gerhard Mussner (* 5. Oktober 1943 in Wolkenstein in Gröden, Südtirol) ist ein ehemaliger italienischer Skirennfahrer sowie Weltmeisterschafts- und Olympiateilnehmer.

## Karriere
Mussner startete bei den Olympischen Spielen 1968 für Italien. Seine beste Platzierung war der elfte Platz in der Abfahrt, wo er 2,65 Sekunden Rückstand auf Jean-Claude Killy hatte. Mussner war damit hinter Ivo Mahlknecht, der auf Platz sechs lag, der zweitbeste Italiener. Teresio Vachet kam auf Platz 22 und Renato Valentini auf Platz 28. Im Riesenslalom belegte Mussner mit 7,92 Sekunden Rückstand auf Killy Platz 17, dort war Bruno Piazzalunga auf Platz elf der beste Italiener, Mahlknecht kam auf Platz 26 und Renato Valentini startete trotz Nennung nicht.
Im Weltcup kam Mussner vier Mal unter die besten zehn, davon waren zwei siebte und zwei achte Plätze. Ein achter Platz gelang Mussner in einem Riesenslalom, die drei anderen Ergebnisse in der Abfahrt. Seine erste Platzierung gelang ihm mit dem achten Platz der Lauberhornabfahrt 1967 mit 1,82 Sekunden Rückstand auf Jean-Claude Killy. Eine Hundertstelsekunde vor Mussner lag der Österreicher Heinrich Messner und acht Hundertstelsekunden hinter ihm der Franzose Bernard Orcel.

## Erfolge

### Olympische Spiele
- Grenoble 1968: 11. in der Abfahrt, 17. im Riesenslalom, DNQ2 im Slalom

### Weltmeisterschaften
- Grenoble 1968: 11. in der Abfahrt, 17. im Riesenslalom, DNQ2 im Slalom

### Weltcupwertungen
- Vier Platzierungen unter den besten zehn

| Saison  | Gesamt | Gesamt | Abfahrt | Abfahrt | Riesenslalom | Riesenslalom | Slalom | Slalom |
| Saison  | Platz  | Punkte | Platz   | Punkte  | Platz        | Punkte       | Platz  | Punkte |
| ------- | ------ | ------ | ------- | ------- | ------------ | ------------ | ------ | ------ |
| 1967    | 36.    | 3      | 17.     | 3       |              |              |        |        |
| 1968    | 39.    | 7      | 18.     | 4       | 27.          | 3            |        |        |
| 1968/69 | 42.    | 4      | 18.     | 4       |              |              |        |        |